# Frank-Peter Roetsch
Frank-Peter Roetsch (Güstrow, 19 april 1964) is een Oost-Duits/Duits voormalig biatleet.

## Carrière
Roetsch was de eerste biatleet die de overstap maakte van de klassieke langlauftechniek naar de vrije stijl ofwel de schaatstechniek.
Roetsch won tijdens de Olympische Winterspelen 1984 de zilveren medaille op de 20 kilometer individueel achter de West-Duitser Peter Angerer.
Roetsch werd in 1985 en 1987 wereldkampioen op de 10 kilometer sprint, in 1987 won hij tevens de wereldtitel op de estafette en de 20 kilometer individueel. Tijdens de spelen van 1988 won Roetsch de gouden medaille op de sprint en de individuele wedstrijd. Tijdens de spelen van 1988 was Roetsch de vlaggendrager van de DDR tijdens de openingsceremonie.

## Belangrijkste resultaten

### Wereldkampioenschappen
| Jaar | Plaats        | Resultaten                                          |
| ---- | ------------- | --------------------------------------------------- |
| 1983 | Rasen-Antholz | 20 km individueel · 4e 10 km sprint · estafette     |
| 1985 | Ruhpolding    | 20 km individueel · 10 km sprint · estafette        |
| 1986 | Oslo          | 23e 20 km individueel · 8e 10 km sprint · estafette |
| 1987 | Lake Placid   | 20 km individueel · 10 km sprint · estafette        |
| 1989 | Feistritz     | 8e 20 km individueel · 5e 10 km sprint · estafette  |
| 1991 | Lahti         | 7e 20 km individueel                                |

### Olympische Winterspelen
| Jaar | Plaats      | Resultaten                                                 |
| ---- | ----------- | ---------------------------------------------------------- |
| 1984 | Sarajevo    | 20km individueel · 7e 10 km sprint · 4e 4x7,5 km estafette |
| 1988 | Calgary     | 20km individueel · 10 km sprint · 5e 4x7,5 km estafette    |
| 1992 | Albertville | 53e 20km individueel 9e 10 km sprint                       |